# 罗纳德·灵
罗纳德·灵（Ronald Reng，1970年—）是一位德国体育记者、作家。他的一些作品被译成过英文，包括《守梦员》（The Keeper of Dreams）、《英年早逝：罗伯特·恩克的悲剧》以及《比赛日：德甲的隐秘故事》（Matchdays: The Hidden Story of the Bundesliga）。《守梦员》讲述了为英格兰巴恩斯利足球俱乐部效力的德国门将拉斯·利泽的故事，该书于2004年赢得了年度体育书籍奖（Sports Book of the Year Award），是首部获得该奖项的外国書籍。他为已故德国国门罗伯特·恩克写的传记《英年早逝：罗伯特·恩克的悲剧》于2011年获得英国的威廉·希尔年度体育书籍奖，在此前的23年里，未曾有过母语非英语的作家的作品赢得此奖。
在德国，2001至2010年间，罗纳德·灵曾七度获颁德国体育作家协会（Association of German Sports Writers）设立的年度最佳体育故事奖。2010年，灵因“在新闻界为推广阅读文化做出了突出贡献”而获颁迪特里希·奥彭伯格媒体奖（Dietrich Oppenberg Media Award）。《英年早逝》一书也在2015年的波兰体育书籍奖（Polish Sports Book Awards/ Sportowa Książka Roku）上被提名为年度体育书籍。